# Dora Gardner
Dora Kathleen Gardner (* 6. Mai 1912 im London Borough of Croydon; † Juni 1994 in Bournemouth) war eine britische Hochspringerin.
1938 gewann sie für England startend bei den British Empire Games in Sydney Silber; außerdem wurde sie Siebte im Weitsprung. Bei den Europameisterschaften in Wien wurde sie Fünfte.
1946 wurde sie Siebte bei den Europameisterschaften in Oslo und 1948 Achte bei den Olympischen Spielen in London.
1945 und 1946 wurde sie englische Meisterin.

## Persönliche Bestleistungen
- Hochsprung: 1,62 m, 15. Mai 1948, Worthing
- Weitsprung: 5,14 m, 7. Februar 1938, Sydney